# Papageigrüner Saftling
Der Papageigrüne Saftling oder Papageien-Saftling (Gliophorus psittacinus, Syn.: Hygrocybe psittacina) ist eine Pilzart aus der Familie der Schnecklingsverwandten (Hygrophoraceae).

## Merkmale

### Makroskopische Merkmale
Der Papageigrüne Saftling bildet relativ kleine Fruchtkörper mit 1–4,5 cm breiten Hüten und 4–7 cm langen, bis 1,2 cm starken, hohlen, oft verbogenen und gefurchten Stielen. Farblich ist die Art sehr variabel, sie kann vom namensgebenden Papageigrün über (zitronen)-gelb, orange bis fleischrötlich oder in violetten Tönen gefärbt sein. Im Alter blassen die Fruchtkörper aus und sind dann blassgelb bis weißlich gefärbt; die Stielspitze bleibt dabei am längsten grün. Die Huthaut ist jung mit dickem grünem Schleim bedeckt, bei feuchtem Wetter sind die Hüte schleimig und gerieft, trocken glänzend. Die dicken und bauchigen Lamellen sind hell dottergelb gefärbt, manchmal etwas grünlich oder rötlich, sie stehen entfernt und sind am Stiel angeheftet.

### Mikroskopische Merkmale
Die Hutdeckschicht ist eine Ixocutis mit parallel liegenden Hyphen, von denen die oberen gelifiziert sind. Die Septen weisen Schnallen auf. Die Sporen sind ellipsoid bis ovoid und 7–10 × 4–5,5 µm, im Mittel 9 × 5,1 µm groß. Die Basidien sind überwiegend viersporig und 35–48 × 7–9 µm groß. Zystiden fehlen.

## Vorkommen

### Verbreitung
Der Papageigrüne Saftling kommt in Südafrika, Argentinien, den Kanarischen Inseln, Korea, Japan, Kamtschatka, den USA, Kanada und Grönland vor. In Europa ist die Art von Südeuropa bis Skandinavien, Island und Färöern und von Großbritannien und Frankreich bis ins Baltikum und Nordostrussland vertreten. In Deutschland ist der Papageigrüne Saftling weit verbreitet.

### Ökologie
Der Papageigrüne Saftling bewohnt Trockenrasen, Wacholderheiden, extensiv bewirtschaftete und höchstens mäßig gedüngte Wiesen und Weiden. Daneben kommt er auf Triften, Dünen, grasigen Waldrändern, seltener an lichten Stellen an Wäldern vor, gelegentlich bis an den Rand von Flachmooren. Sehr selten ist die Art auch in Parks zu finden. 

### Bestand und Gefährdung
Im Vergleich zu anderen Saftlingen (im weiteren Sinne) stellt der Papageigrüne Saftling an den pH-Wert, Nährstoffgehalt und die Feuchte des Bodens geringere Ansprüche und kommt mit unterschiedlichen Ausgangsgesteinen zurecht. Er verträgt sogar eine mäßige Düngung mit ausgereiften organischen Düngern, Kunstdünger und Gülle bringen ihn aber zum Verschwinden.
Der Papageigrüne Saftling ist trotz dieser größeren ökologischen Amplitude durch Nährstoffeintrag und Überdüngung seiner Lebensräume im Rückgang begriffen. Die Rote Liste der gefährdeten Pilzarten Deutschlands führt die Art auf der Vorwarnliste (Kategorie V).

## Bedeutung
Der Papageigrüne Saftling ist in Deutschland geschützt und darf nicht gesammelt werden; im Naturschutz dient er auch als Indikator für wertvolle, nährstoffarme Grasgesellschaften. Wegen dieser Zeigerfunktion für wertvolle Grasgesellschaften wurde die Art 2003 von der Deutschen Gesellschaft für Mykologie zum Pilz des Jahres gewählt.
Er wirkt auf den menschlichen Organismus leicht giftig, in größeren Mengen genossen verursacht er Verdauungsstörungen.

## Systematik
Der Papageigrüne Saftling wird aufgrund phylogenetischer Untersuchungen nicht mehr zu den Saftlingen (Hygrocybe), sondern zu den Schleimsaftlingen (Gliophorus) gezählt.
Vom Papageigrünen Saftling wurden auch abweichende Varietäten beschrieben, so die Varietät abietinus aus Frankreich, die sich durch gänzlich grüne Lamellen, das Fehlen von Rottönen und das Vorkommen auf Fichtennadelstreu von der Varietät psittacinus unterscheidet.
Früher wurde auch eine Ziegelbraune Varietät (Gliophorus psittacinus var. perplexus) unterschieden. Phylogenetische Untersuchungen zeigten allerdings, dass es sich bei den rötlich gefärbten Schleimsaftlingen um eigene Arten handelt. Eine primär rot gefärbte Art mit europäischer Verbreitung ist beispielsweise Gliophorus sciophanus.